# Maladie de Ledderhose
 Mise en garde médicale
La maladie de Ledderhose ou fibromatose plantaire, est un épaississement nodulaire de l'aponévrose plantaire superficiel due à une prolifération de fibroblastes  (Fibromatose). 
Elle entraîne parfois la rétraction de l'aponévrose, avec déformation du pied en varus (c'est-à-dire que la plante du pied est tournée vers l'intérieur), et une flexion des orteils en griffe.
Son nom vient de Georg Ledderhose, professeur à la faculté de médecine de l'université de Strasbourg à l'époque du Reichsland.
Son équivalent au niveau de l'aponévrose palmaire de la main est la maladie de Dupuytren.

## Diagnostic
Le diagnostic est essentiellement fait à l'interrogatoire et lors de l'examen clinique.
Cliniquement on palpe des nodules de tailles variées, fermes et élastiques, au niveau de la plante des pieds, le plus souvent au niveau moyen près du bord interne.
L'imagerie a un intérêt limité dans le diagnostic positif. Les radiographies standards sont normales et permettent surtout d'éliminer une autre pathologie. L'échographie peut être faite en cas de doute diagnostique, elle retrouve des images nodulaires hypoéchogènes dans l'aponévrose plantaire superficielle. Une tomodensitométrie ou une IRM sont utiles en cas d'indication chirurgicale dans les formes infiltrantes pour réaliser un bilan d'extension précis permettant une exérèse complète assurant l'absence de récidive.